# Galería de Catalanes Ilustres

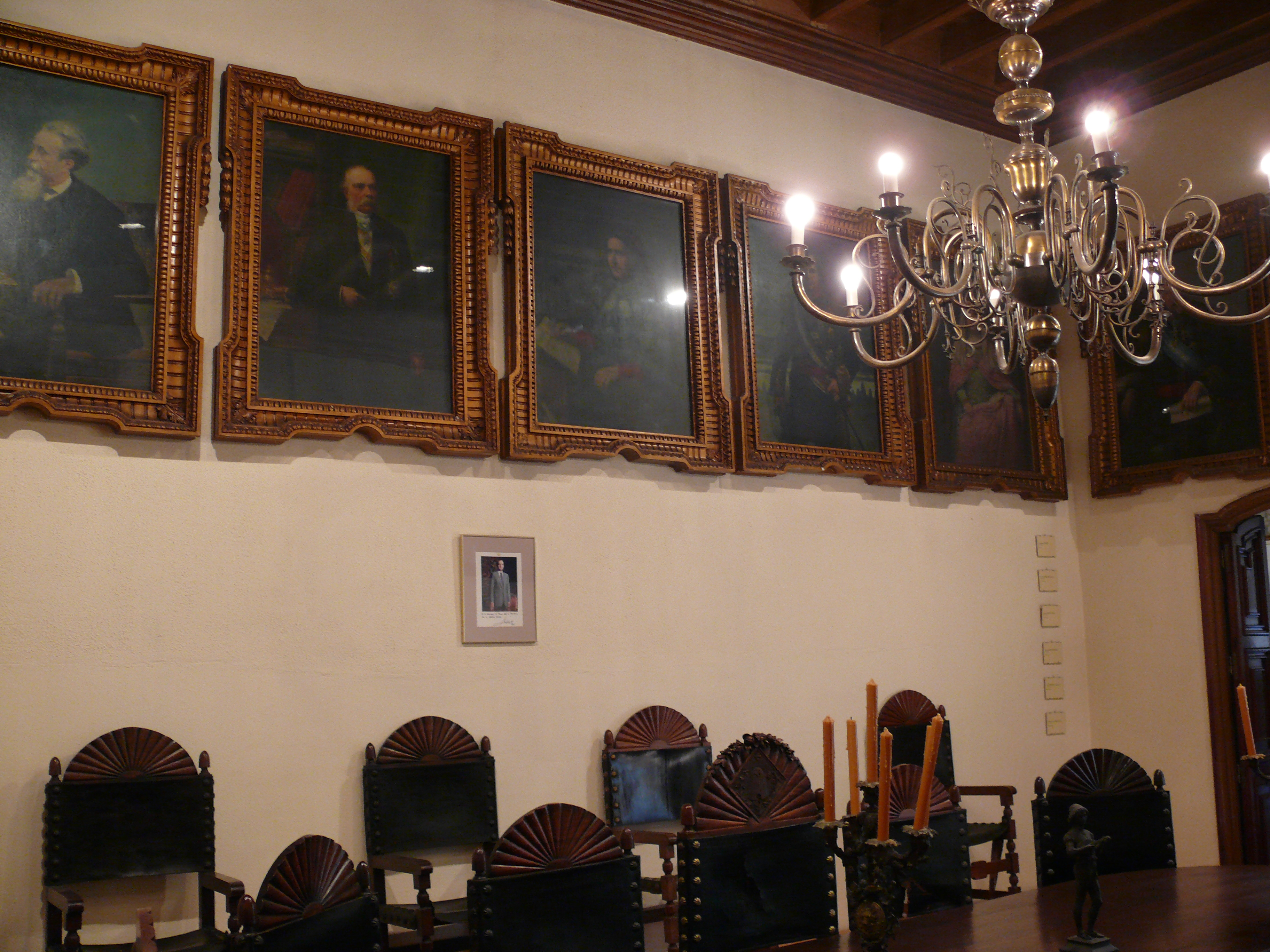
Palau Requesens (Barcelona)

La Galería de Catalanes Ilustres es una galería de retratos de personalidades catalanas creada por el Ayuntamiento de Barcelona en el año 1871, gracias al impulso de Francisco de Paula Rius y Taulet. Los retratos que forman parte ella pertenecen a las colecciones del Museo de Historia de Barcelona, MUHBA, y desde 1972 se exponen en la sede de la Real Academia de las Buenas Letras de Barcelona en el Palacio Requesens. Anteriormente habían estado ubicados en el Salón de Ciento de la Casa de la Ciudad de Barcelona y en el antiguo arsenal (actual Parlamento de Cataluña)de la Ciudadela. La incorporación de un retrato a la Galería se decide por acuerdo del Ayuntamiento. Posteriormente se hace la presentación del retrato y una evocación académica al personaje. La última incorporación de un retrato en la galería, el 47 de la serie, se produjo en el año 1971.

## Listado de retratos
| Personaje                                    | Fecha de incorporación del retrato en la Galería | Autor del retrato                 |
| -------------------------------------------- | ------------------------------------------------ | --------------------------------- |
| Buenaventura Carlos Aribau                   | 1882                                             | Ramón Martí Alsina                |
| Jaime Balmes                                 | 1880                                             | Pere Borrell del Caso             |
| Joaquín Bartrina                             | 1916                                             | José Cuchy Arnau                  |
| Ramón Batlle Ribas                           | 1915                                             | Antonio Utrillo                   |
| Miguel Biada                                 | 1915                                             | Cristóbal Monserrat y Jorba       |
| Bernardo Boyl                                | 1897                                             | Frederico Trias y Giró            |
| Damián Campeny                               | 1883                                             | Tomás Moragas                     |
| Antonio de Capmany                           | 1871                                             | Manuel Ferran i Bayona            |
| Antonio María Claret                         | 1954                                             | Ramon de Capmany                  |
| Pau Claris                                   | 1880                                             | Antonio Reynés                    |
| José Anselmo Clavé                           | 1897                                             | Josep Casanovas Clerch            |
| Ramón Lázaro de Dou y de Bassols             | 1916                                             | Ernesto Soler y de les Cases      |
| Manuel Durán y Bas                           | 1948                                             | Víctor Moya                       |
| José Ferrer y Vidal                          | 1906                                             | Juli Borrell i Pla                |
| Estanislao Figueras                          | 1906                                             | Cristóbal Monserrat y Jorba       |
| Joan Fiveller                                | 1881                                             | Ramon Padró                       |
| Joan Pere Fontanella                         | 1877                                             | Benet Mercadé                     |
| Antonio Franch Estalella                     | 1902                                             | Juan Brull                        |
| Francesc Vicent García, rector de Vallfogona | 1882                                             | Francisco Masriera                |
| Antoni Gaudí                                 | 1967                                             | Francesc Domingo                  |
| Antonio Gimbernat y Arbós                    | 1879                                             | José Teixidor y Busquets          |
| Eusebio Güell                                | 1953                                             | Víctor Moya                       |
| Juan Güell                                   | 1879                                             | Claudio Lorenzale                 |
| Carlos Ibáñez de Ibero, marqués de Mulhacén  | 1953                                             | Víctor Moya                       |
| José Manso Solá                              | 1883                                             | Ramon Padró                       |
| Juan Mañé Flaquer                            | 1912                                             | Manuel Cusí i Ferret              |
| Joan Maragall                                | 1971                                             | Ramón Pichot y Soler              |
| María Josefa Massanés                        | 1915                                             | Luisa Vidal                       |
| Manuel Milá y Fontanals                      | 1888                                             | José Luis Pellicer                |
| Elisenda de Moncada                          | 1953                                             | Jaume Pahissa y Laporta           |
| Guillermo Ramón I de Moncada                 | 1886                                             | Ramón Tusquets                    |
| Narciso Monturiol                            | 1891                                             | Ricardo Martí y Aguiló            |
| Ramón Muntaner                               | 1883                                             | Josep Parera i Romero             |
| Raimundo de Peñafort                         | 1888                                             | Josep Maria Marquès i García      |
| Francisco Pi y Margall                       | 1906                                             | Francesc Torrescassana i Sallarés |
| Pablo Piferrer                               | 1881                                             | José Mirabent Gatell              |
| Juan Prim                                    | 1884                                             | José Cusachs                      |
| Ramón Berenguer I                            | 1891                                             | Antonio Fuster Forteza            |
| Luis de Requesens y Zúñiga                   | 1884                                             | Juan Vicens Cots                  |
| Francisco de Paula Rius y Taulet             | 1892                                             | Josep Maria Marques i García      |
| Bartolomé Robert                             | 1906                                             | Félix Mestres                     |
| Francisco Salvá Campillo                     | 1886                                             | Joan Llimona                      |
| Frederic Soler                               | 1897                                             | Arcadio Mas                       |
| Félix Torres Amat                            | 1902                                             | Luis Graner                       |
| Jacinto Verdaguer                            | 1906                                             | Josep Maria Tamburini             |
| Antonio Viladomat                            | 1872                                             | Antonio Caba                      |
| Pedro Virgili                                | 1892                                             | Francesc Galofré Oller            |